# Freycinetia caudata
Freycinetia caudata är en enhjärtbladig växtart som beskrevs av William Botting Hemsley. Freycinetia caudata ingår i släktet Freycinetia och familjen Pandanaceae.
Artens utbredningsområde är Fiji. Inga underarter finns listade.